# Ciclídeos
Ciclídeos (Cichlidae) é uma família de peixes de água doce da ordem Cichliformes que inclui cerca de 257 gêneros e cerca de 1700 espécies descritas, sendo estimadas 2.300 espécies. 125 novas espécies foram descritas nos últimos dez anos. Os ciclídeos representam a maior família de peixes (em termos de número) e cerca de 5% dos vertebrados existentes na Terra. O Brasil tem aproximadamente 81 espécies. São encontrados, em sua maioria, em ambientes de água doce.
Os ciclídeos possuem o corpo comprimido lateralmente, uma narina apenas por lado do corpo, a linha lateral dividida e espinhos nas nadadeiras dorsal e anal (dorsal, entre 7 e 25 raios duros e 5 e 30 raios moles; anal, entre 3 e 15 raios duros, geralmente 3, e 4 e 15 raios moles, em algumas espécies até 30). O grupo caracteriza-se ainda pela presença de dentes nas duas mandíbulas e na garganta e pelo intestino, que sai do estômago pelo lado esquerdo (ao contrário dos restantes grupos de peixes). São os mais populares peixes de aquário, pois 
possuem alta diversidade de coloração, forma, tamanho e comportamento.
Os ciclídeos têm ampla distribuição geográfica nas Américas, África, Madagáscar, litoral sul da Índia, Sri Lanka, Oriente Médio, Cuba e Ilha de São Domingos.
Foram introduzidos em vários países dos 4 continentes, e em alguns são a única fonte de proteína animal para milhões de pessoas.

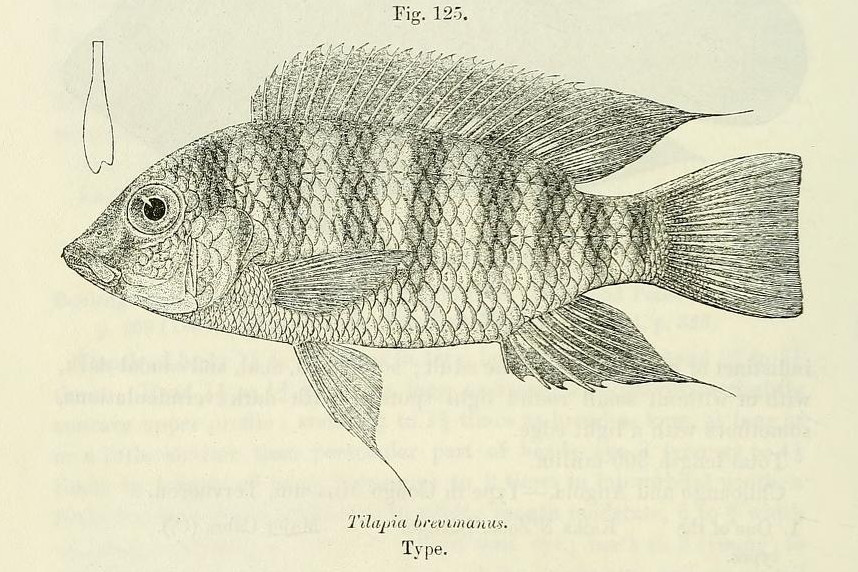
Tilapia brevimanus

As espécies mais conhecidas são que habitam o continente americano (ciclídeos neotropicais) onde se destacam os populares acará-disco (Symphysodon aequifasciatus) e acará-bandeira (Pterophyllum scalare). O continente africano, mais precisamente na região do Rift Valey (Lagos Vitória, Malawi e Tanganica) se destaca pela biodiversidade de espécies dessa família. Estes ciclídeos africanos caracterizam-se pela exuberante coloração e seus tamanhos variam de 2,5 centímetros (Neolamprologus multifasciatus) a 80 centímetros (Boulengerochromis microlepis), ambos do lago Tanganica. No Malawi encontramos predominantemente os gêneros Pseudotropheus, Melanocromis e Aulonocaras. Possuem as mais variadas formas, mas em geral o corpo é moderadamente profundo e comprimido. O lago Malawi merece especial atenção por ser habitat das espécies mais coloridas da família. Muitas espécies de ciclídeos são criadas e comercializadas como peixes ornamentais, ou exploradas na pesca comercial e esportiva (ex. Tilápias).

## Géneros
- Acarichthys Eigenmann 1912
- Acaronia Myers 1940
- Aequidens Eigenmann e Bray 1894
- Alticorpus Stauffer e McKaye 1988
- Altolamprologus Poll 1986
- Amphilophus Agassiz, 1859
- Anomalochromis Greenwood 1985
- Apistogramma Regan 1913
- Apistogrammoides Meinken 1965
- Archocentrus Gill 1877
- Aristochromis Trewavas, 1935
- Astatoreochromis Pellegrin 1904
- Astatotilapia Pellegrin 1904
- Astronotus Swainson 1839
- Aulonocara Regan 1922
- Aulonocranus Regan 1920
- Australoheros Rican e Kullander 2006
- Baileychromis Poll 1986
- Bathybates Boulenger 1898
- Benitochromis Lamboj 2001r
- Benthochromis Poll 1986
- Biotodoma Eigenmann e Kennedy 1903
- Biotoecus Eigenmann e Kennedy 1903
- Boulengerochromis Pellegrin 1904
- Buccochromis Eccles e Trewavas 1989
- Bujurquina Kullander 1986
- Callochromis Regan 1920
- Caprichromis Eccles e Trewavas 1989
- Caquetaia Fowler 1945
- Cardiopharynx Poll 1942
- Chaetobranchopsis Steindachner, 1875
- Chaetobranchus Heckel, 1840
- Chalinochromis Poll 1974
- Champsochromis Boulenger 1915
- Cheilochromis Eccles e Trewavas 1989
- Chetia Trewavas 1961
- Chilochromis Boulenger 1902
- Chilotilapia Boulenger 1908
- Chromidotilapia Boulenger 1898
- Cichla Bloch e Schneider 1801
- Cichlasoma Swainson 1839
- Cleithracara Kullander e Nijssen 1989
- Congochromis Stiassny e Schliewen 2007
- Copadichromis Eccles e Trewavas 1989
- Corematodus Boulenger 1897
- Crenicara Steindachner 1875
- Crenicichla Heckel 1840
- Ctenochromis Pfeffer 1893
- Ctenopharynx Eccles e Trewavas 1989
- Cunningtonia Boulenger 1906
- Cyathochromis Trewavas 1935
- Cyathopharynx Regan 1920
- Cyclopharynx Poll 1948
- Cynotilapia Regan 1922
- Cyphotilapia Regan 1920
- Cyprichromis Scheuermann 1977
- Cyrtocara Boulenger 1902
- Danakilia Thys van den Audenaerde 1969
- Dicrossus Steindachner 1875
- Dimidiochromis Eccles e Trewavas 1989
- Diplotaxodon Trewavas 1935
- Divandu Lamboj e Snoeks 2000
- Docimodus Boulenger 1897
- Eclectochromis Eccles e Trewavas 1989
- Ectodus Boulenger 1898
- Eretmodus Boulenger 1898
- Etia Schliewen e Stiassny, 2003
- Etroplus Cuvier, 1830
- Exochochromis Eccles e Trewavas 1989
- Fossorochromis Eccles e Trewavas 1989
- Genyochromis Trewavas 1935
- Geophagus Heckel 1840
- Gephyrochromis Boulenger 1901
- Gnathochromis Poll 1981
- Gobiocichla Kanazawa 1951
- Grammatotria Boulenger 1899
- Greenwoodochromis Poll 1983
- Guianacara Kullander e Nijssen 1989
- Gymnogeophagus Miranda Ribeiro 1918
- Haplochromis Hilgendorf 1888
- Haplotaxodon Boulenger 1906
- Hemibates Regan 1920
- Hemichromis Peters 1857
- Hemitaeniochromis Eccles e Trewavas 1989
- Hemitilapia Boulenger 1902
- Herichthys Baird e Girard 1854
- Heros Heckel, 1840
- Herotilapia Pellegrin 1904
- Heterochromis Regan 1922
- Hoplarchus Kaup,1860
- Hoplotilapia Hilgendorf 1888
- Hypselecara Kullander 1986
- Hypsophrys Agassiz 1859
- Interochromis Yamaoka, Hori e Kuwamura 1988
- Iodotropheus Oliver e Loiselle 1972
- Iranocichla Coad 1982
- Ivanacara Romer e Hahn 2006
- Julidochromis Boulenger 1898
- Katria Stiassny e Sparks 2006
- Konia Trewavas 1972
- Krobia Kullander e Nijssen 1989
- Labeotropheus Ahl 1926
- Labidochromis Trewavas 1935
- Labrochromis Greenwood 1980
- Laetacara Kullander 1986
- Lamprologus Schilthuis 1891
- Lepidiolamprologus Pellegrin 1904
- Lestradea Poll 1943
- Lethrinops Regan 1922
- Lichnochromis Trewavas 1935
- Limbochromis Greenwood 1987
- Limnochromis Regan 1920
- Limnotilapia Regan 1920
- Lipochromis Greenwood 1980
- Lithochromis Lippitsch e Seehausen 1998
- Lobochilotes Boulenger 1915
- Macropleurodus Regan 1922
- Maylandia Meyer e Foerster 1984
- Mazarunia Kullander 1990
- Mbipia Lippitsch e Seehausen 1998
- Mchenga Stauffer e Konings, 2006
- Melanochromis Trewavas, 1935
- Mesonauta Günther, 1862
- Microchromis Johnson 1975
- Mikrogeophagus Meulengracht-Madson 1968
- Myaka Trewavas 1972
- Mylacochromis Greenwood 1980
- Mylochromis Regan 1920
- Naevochromis Eccles e Trewavas 1989
- Nandopsis Gill, 1862
- Nannacara Regan 1905
- Nanochromis Pellegrin 1904
- Neetroplus Günther, 1867
- Neochromis Regan 1920
- Neolamprologus Colombe e Allgayer 1985
- Nimbochromis Eccles e Trewavas 1989
- Nyassachromis Eccles e Trewavas 1989
- Ophthalmotilapia Pellegrin 1904
- Oreochromis Günther 1889
- Orthochromis Greenwood 1954
- Otopharynx Regan 1920
- Oxylapia Kiener e Maugé 1966
- Pallidochromis Turner 1994
- Parachromis Agassiz 1859
- Paracyprichromis Poll 1986
- Paralabidochromis Greenwood 1956
- Parananochromis Greenwood 1987
- Paraneetroplus Regan 1905
- Paratilapia Bleeker, 1868
- Paretroplus Bleeker, 1868
- Pelmatochromis Steindachner 1894
- Pelvicachromis Thys van den Audenaerde 1968
- Perissodus Boulenger 1898
- Petenia Günther, 1862
- Petrochromis Boulenger 1898
- Petrotilapia Trewavas 1935
- Pharyngochromis Greenwood 1979
- Placidochromis Eccles e Trewavas 1989
- Platytaeniodus Boulenger 1906
- Plecodus Boulenger 1898
- Prognathochromis Greenwood 1980
- Protomelas Eccles e Trewavas 1989
- Psammochromis Greenwood 1980
- Pseudocrenilabrus Fowler 1934
- Pseudosimochromis Nelissen 1977
- Pseudotropheus Regan 1922
- Pterochromis Trewavas 1973
- Pterophyllum Heckel 1840
- Ptychochromis Steindachner 1880
- Ptychochromoides Kiener e Mauge 1966
- Ptyochromis Greenwood 1980
- Pundamilia Seehausen e Lippitsch 1998
- Pungu Trewavas 1972
- Pyxichromis Greenwood 1980
- Reganochromis Whitley 1929
- Retroculus Eigenmann e Bray 1894
- Rhamphochromis Regan 1922
- Sargochromis Regan 1920
- Sarotherodon Rppell 1852
- Satanoperca Günther, 1862
- Schubotzia Boulenger 1914
- Schwetzochromis Poll 1948
- Sciaenochromis Eccles e Trewavas 1989
- Serranochromis Regan 1920
- Simochromis Boulenger 1898
- Spathodus Boulenger 1900
- Steatocranus Boulenger 1899
- Stigmatochromis Eccles e Trewavas 1989
- Stomatepia Trewavas 1962
- Symphysodon Heckel 1840
- Taeniacara Myers 1935
- Taeniochromis Eccles e Trewavas 1989
- Taeniolethrinops Eccles e Trewavas 1989
- Tahuantinsuyoa Kullander 1991
- Tangachromis Poll 1981
- Tanganicodus Poll 1950
- Teleocichla Kullander 1988
- Teleogramma Boulenger 1899
- Telmatochromis Boulenger 1898
- Theraps Günther, 1862
- Thoracochromis Greenwood 1979
- Thorichthys Meek 1904
- Thysochromis Daget 1988
- Tilapia Smith, 1840
- Tomocichla Regan 1908
- Tramitichromis Eccles e Trewavas 1989
- Trematocara Boulenger 1899
- Trematocranus Trewavas 1935
- Triglachromis Poll & Thys van den Audenaerde 1974
- Tristramella Trewavas 1942
- Tridontochromis Greenwood 1980
- Tropheops Trewavas 1984
- Tropheus Boulenger 1898
- Tylochromis Regan 1920
- Tyrannochromis Eccles e Trewavas 1989
- Uaru Heckel 1840
- Variabilichromis Colombe e Allgayer 1985
- Vieja Fernandez-Yepez 1969
- Xenochromis Boulenger 1899
- Xenotilapia Boulenger 1899
- Xystichromis Greenwood 1980

## Ciclídeos, Especiação e Evolução Convergente
Os peixes Ciclídeos são extremamente diversos e relevantes para estudos evolutivos . São peixes que possuem altas taxas de especiação em curtos períodos de tempo, sendo comumente usados em modelos evolutivos .
Nos lagos africanos, sabe-se que surgiram mais de 1500 espécies endêmicas em poucos milhões de anos . Entretanto, apesar das espécies de cada lago serem mais aparentadas entre si, nichos e formas corporais mais semelhantes são encontradas entre as espécies que habitam lagos diferentes .
Desta forma, além de terem uma alta taxa de especiação, os Ciclídeos também apresentam diversos casos de paralelismo evolutivo. Ou seja, casos de uma evolução repetida de uma série de ecomorfologias especializadas, sendo esta uma indicação de uma evolução adaptativa .
Os lábios grossos (hipertrofiados) evoluíram nas principais radiações de peixes Ciclídeos . Sendo eles, um dos exemplos mais marcantes de convergência ecológica adaptativa em um fenótipo . Observações realizadas em campo, sugerem que esses lábios auxiliam na alimentação dos Ciclídeos , servindo principalmente como adaptação para o forrageamento em fendas .